# Aymon av Savojen
Aymon av Savojen, född 1291, död 1343, var regerande greve av Savojen från 1329 till 1343.